# Folkerepublikken Kinas statsråd
Folkerepublikken Kinas statsråd (forenklet kinesisk: 国务院; traditionelt kinesisk: 國務院; pinyin: Guówùyuàn), synonymt med folket i midtens regering (kinesisk: 中央人民政府) er det officielle navn for Folkerepublikken Kinas regering. Statsrådet udnævnes af Den Nationale Folkekongres og står til ansvar for Den Nationale Folkekongres stående komite når kongressen ikke er i session. Statsrådet ledes af statsministeren og består af lederne for statens ministerier og organer.
Statsrådet har sit domicil i Zhongnanhai, som det deler med Kinas kommunistiske parti. Statsrådet består i alt af cirka 50 personer. Landets statsminister er var fra 2003 - 2013 Wen Jiabao.

## Centrale medlemmer
| Stilling                                                     | Navn                                   | Periode                             |
| ------------------------------------------------------------ | -------------------------------------- | ----------------------------------- |
| Statsminister                                                | Wen Jiabao                             | 2003–                               |
| Eksekutiv vicestatsminister (finans)                         | Huang Ju Li Keqiang                    | 2003–2007 2008–                     |
| Vicestatsminister (udenrigs og handel)                       | Wu Yi Wang Qishan                      | 2003–2008 2008–                     |
| Vicestatsminister (økonomi)                                  | Zeng Peiyan Zhang Dejiang              | 2002–2008 2008–                     |
| Vicestatsminister (jordbrug)                                 | Hui Liangyu                            | 2003–                               |
| Statsrådets generalsekretær                                  | Hua Jianmin Ma Kai                     | 2003–2008 2008–                     |
| Finansminister                                               | Jin Renqing Xie Xuren                  | 2003–2007 2007–                     |
| Udenrigsminister                                             | Li Zhaoxing Yang Jiechi                | 2003–2007 2007–                     |
| Forsvarsminister                                             | Cao Gangchuan Liang Guanglie           | 2003–2007 2007–                     |
| Undervisningsminister                                        | Zhou Ji Yuan Guiren                    | 2003–2009 2009–                     |
| Handelsminister                                              | Bo Xilai Chen Deming                   | 2004–2007 2007–                     |
| Sundhedsminister                                             | Zhang Wenkang Wu Yi Gao Qiang Chen Zhu | 1998–2003 2003–2005 2005–2007 2007- |
| Minister for kommissionen for national udvikling og reformer | Ma Kai Zhang Ping                      | 2003–2008 2008–                     |
| Jernbaneminister                                             | Liu Zhijun                             | 2003–                               |
| Minister for civile anliggender                              | Li Xueju                               | 2003–                               |
| Beskæftigelsesminister                                       | Tian Chengping                         | 2005–                               |
| Guvernør for Kinas Folkebank                                 | Zhou Xiaochuan                         | 2005–                               |